# Barbarossa-Radweg
Der Barbarossa-Radweg ist ein 88 Kilometer langer Radweg, der das Nordpfälzer Bergland mit der alten Kaiserstadt Worms am Rhein verbindet. Dabei durchquert er, weitgehend steigungsarm, die abwechslungsreiche Landschaft der Pfalz (Region), bevor er die durch den Weinbau geprägte Rheinebene erreicht. Damit verbindet er den Glan-Blies-Radweg über die Barbarossa-Stadt Kaiserslautern mit dem Rhein-Radweg. Der gesamte Weg ist einheitlich mit dem Radweg-Logo beschildert. Das Radweg-Logo zeigt stilisiert Kaiser Barbarossa. Dabei diente die Figur am Nordportal des Wormser Doms als Vorlage.
Einige Abschnitte sind naturbelassen, daher ist der Radweg für Rennräder oder Inline-Skater nicht geeignet.

## Streckenverlauf

### Glan-Münchweiler – Kaiserslautern
Dieser Abschnitt hat eine Länge von ca. 27 km. Startpunkt ist der Bahnhof in Glan-Münchweiler (49° 28′ 13,7″ N, 7° 26′ 39,1″ O). Zusammen mit dem Glan-Blies-Radweg führt der Weg entlang des Glans, kurz nach Kreuzung der Bahnstrecke Landstuhl–Kusel zweigt er nach links, Richtung Niedermohr, ab. Ab Niedermohr verläuft die Route entlang des Mohrbaches bis Miesenbach. Am Seewoog vorbei führt der Weg über Wirtschaftswege und ruhige Landstraßen weiter durch Mackenbach, Rodenbach und Siegelbach an den nördlichen Rand von Kaiserslautern.

### Kaiserslautern – Eisenberg
Dieser Abschnitt hat eine Länge von ca. 32 km.
Nachdem die Autobahn A 6 nach Süden unterquert ist, führt der Weg auf Waldwegen am Vogel- und am Hammerwoog vorbei, um dann wieder auf die Nordseite der Autobahn zu führen, wo man in das Tal des Eselsbaches einbiegt. Am Freibad Waschmühle folgt die Route einem kurzen Stück Straße, bevor sie auf Waldwegen durch das Landschaftsschutzgebiet Eselsbachtal bis nach Eselsfürth, einem ehemaligen Gelände der US-Streitkräfte, führt. Auf einem straßenbegleitenden Radweg führt sie weiter bis Enkenbach-Alsenborn. Der naturbelassene Waldweg von Alsenborn ins Eisbachtal erfordert eine eher breite Bereifung. Danach folgt die Route auf befestigten Waldwegen dem Eisbach, vorbei am Eiswoog und der Ortschaft Ramsen bis Eisenberg.

### Eisenberg – Worms
Dieser Abschnitt hat eine Länge von ca. 29 km.
Der nächste Ort nach Eisenberg ist Ebertsheim. Ab hier führt der Weg auf der Landstraße über Mertesheim nach Asselheim, ab wo er dem Radweg Deutsche Weinstraße bis Bockenheim folgt. Durch Bockenheim verläuft der Radweg neben der B271, bevor er in östlicher Richtung über den Riedweg nach Hohen-Sülzen weiter führt. Die weitere Route führt auf meist asphaltierten Wegen über Offstein ins Eisbachtal Richtung Wormser Innenstadt. Durch ländlich geprägte Stadtteile erreicht der Weg das Zentrum von Worms und endet an der Nordostseite des Doms (49° 37′ 48,6″ N, 8° 21′ 35,2″ O).

## Landschaft und Kultur

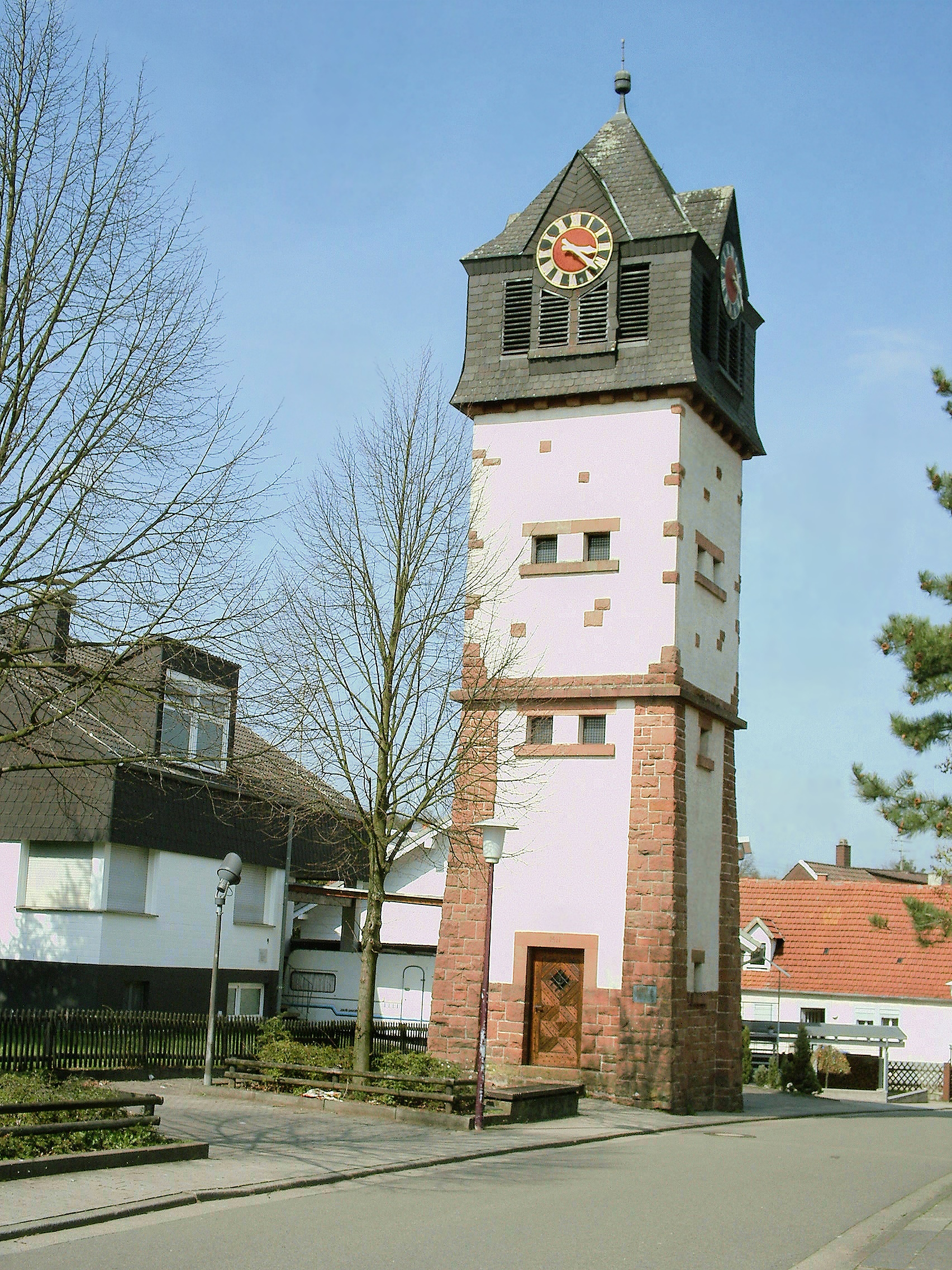
Rodenbacher Glockenturm
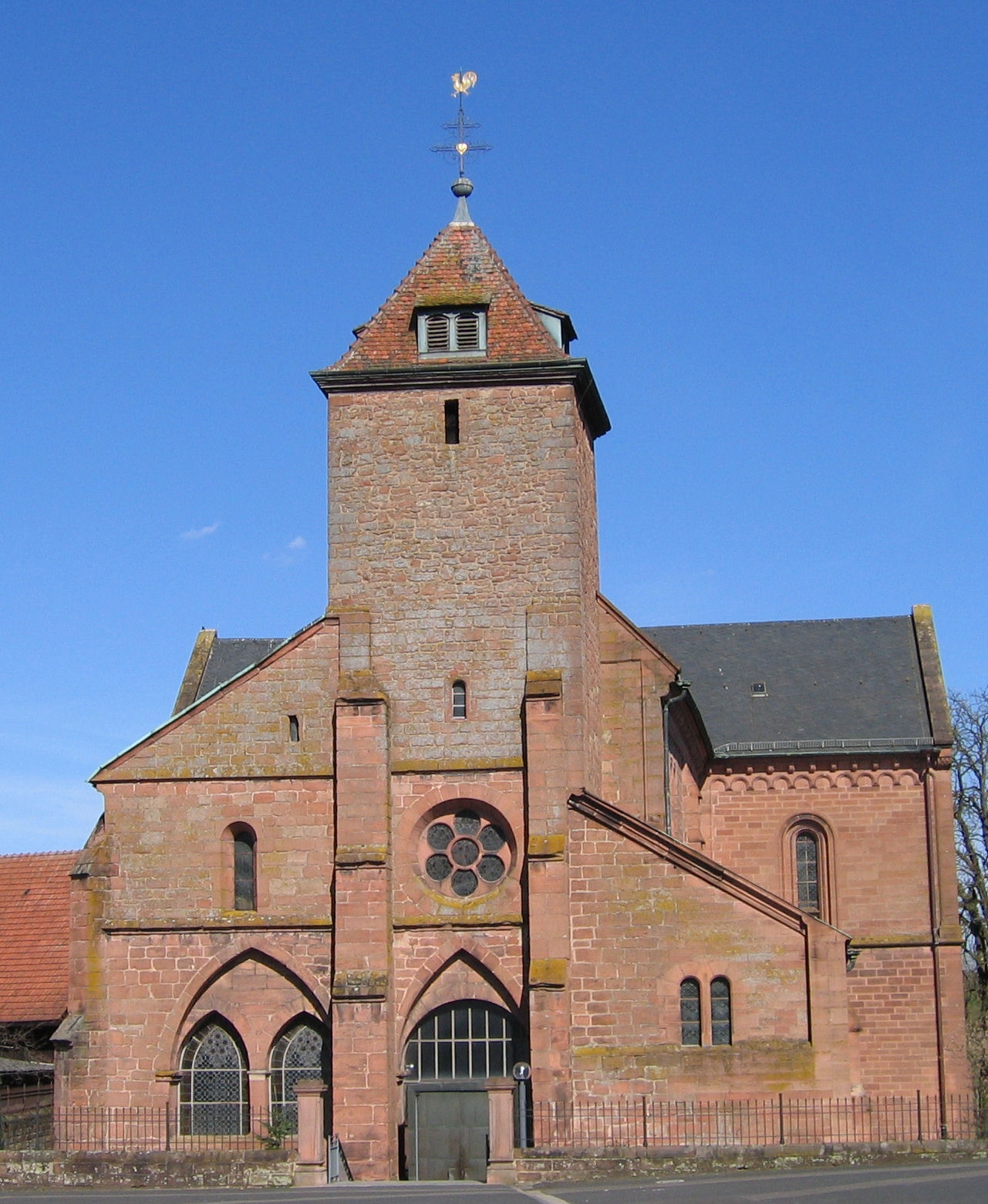
Ehemalige Klosterkirche in Enkenbach
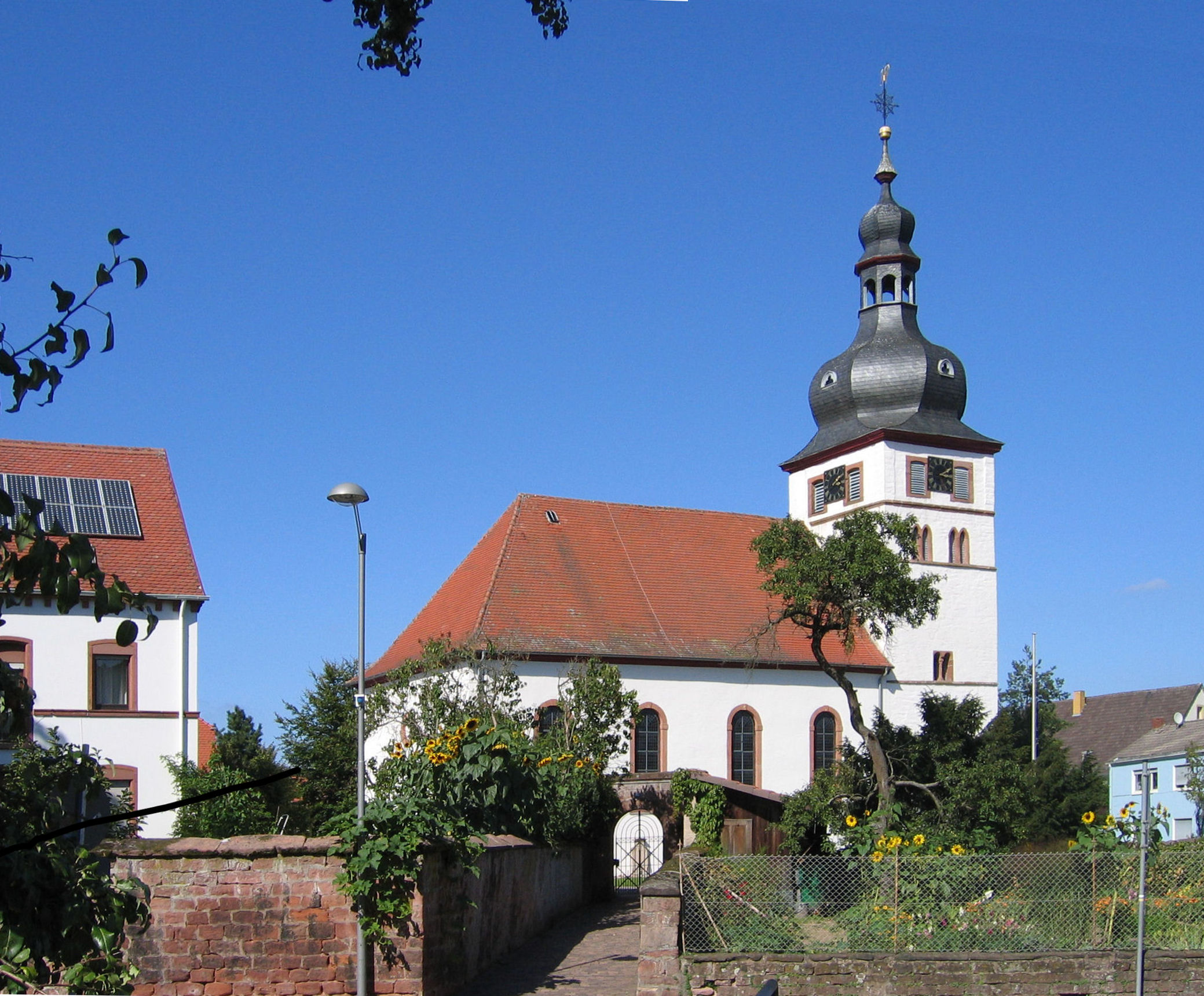
Protestantische Kirche in Alsenborn
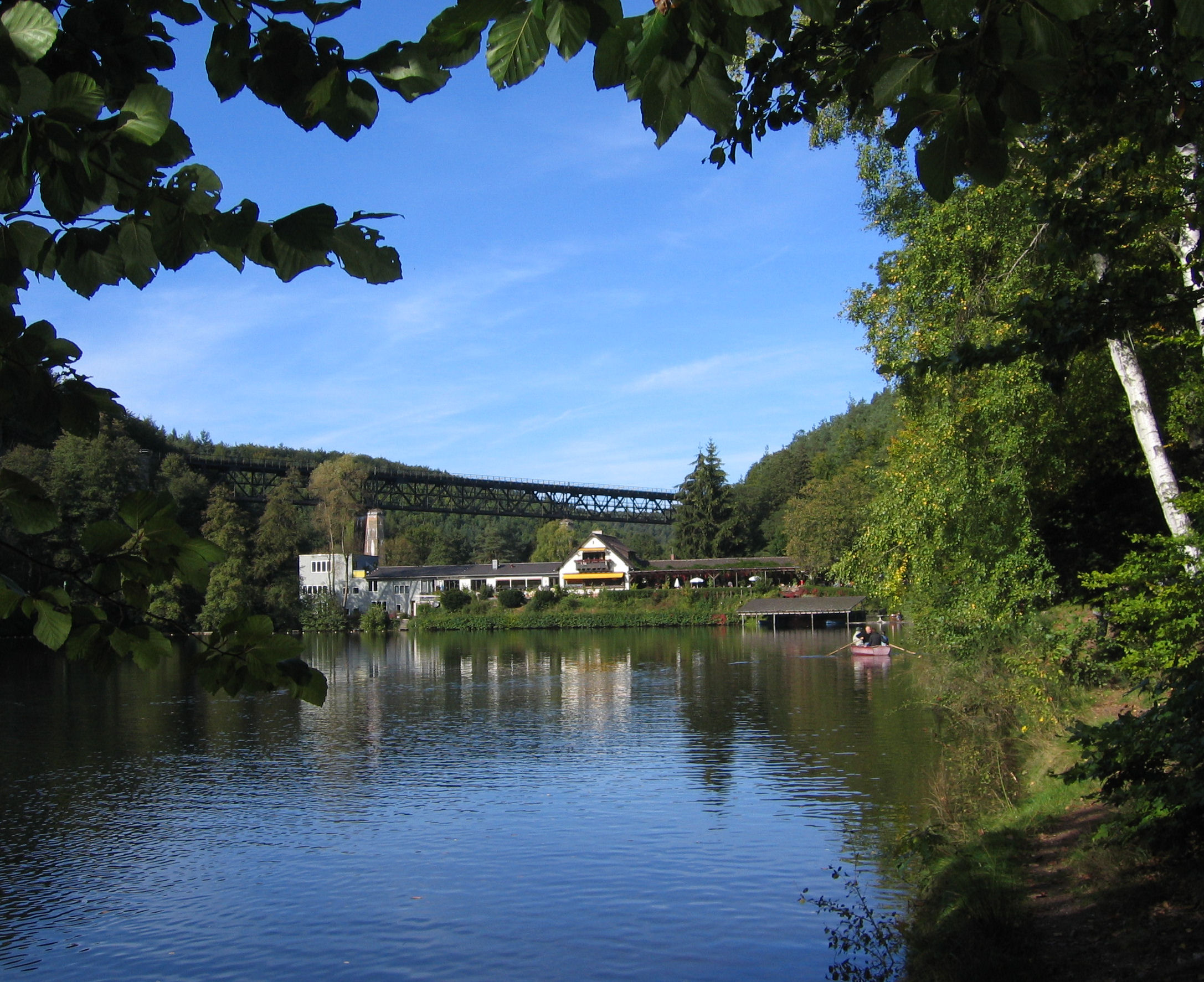
Naherholungsgebiet Eiswoog im Stumpfwald
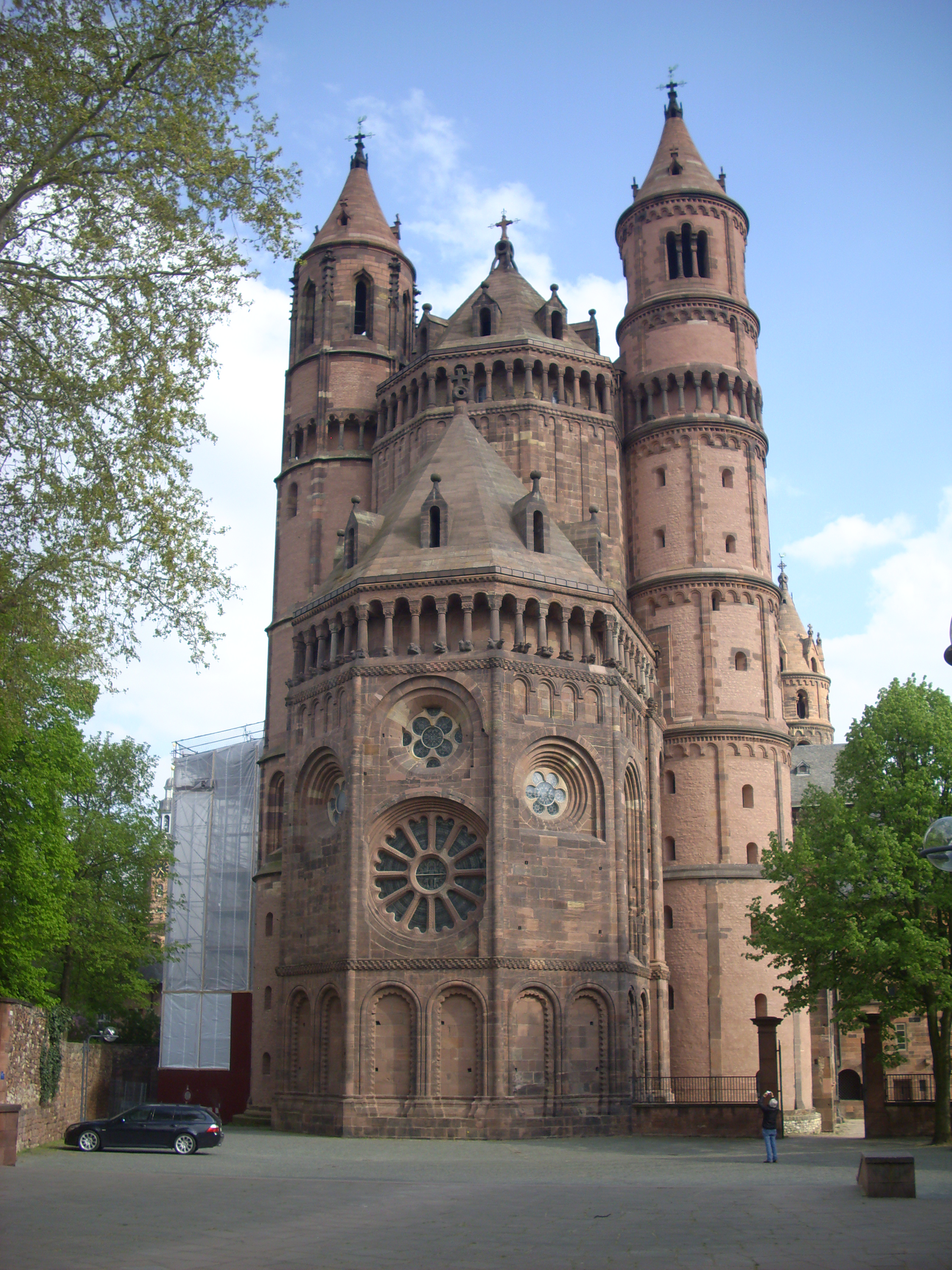
Womser Dom

Der Radweg durchquert die Pfalz vom Glantal aus in östlicher Richtung bis nach Worms am Rhein. Er startet im sogenannten Kuseler Musikantenland im Nordpfälzer Bergland und bewegt sich zwischen dem Bergland und dem Landstuhler Bruch nach Osten. Die Barbarossastadt Kaiserslautern wird an ihrem Nordrand gestreift. Ab Enkenbach-Alsenborn wird der Untere Pfälzerwald (Stumpfwald) durchquert, bevor in der Nähe von Grünstadt die Rheinebene erreicht wird. Durch eine Landschaft, die vor allem durch den Weinbau geprägt ist (nördliches Ende der deutschen Weinstraße bei Bockenheim), geht es nach Worms.
Die von den Kelten gegründete Stadt wetteifert mit Augsburg, Trier, Kempten und Regensburg um den Titel der ältesten Stadt Deutschlands.
Bekannt ist Worms als Nibelungen- und Lutherstadt und für seinen Dom, der neben dem Mainzer und dem Speyerer Dom einer der drei romanischen Kaiserdome ist.

## Sehenswürdigkeiten
- Glan-Münchweiler: Protestantische Kirche und römische Viergöttersteine, Museum über das jüdische Landleben (siehe auch Liste der Kulturdenkmäler in Glan-Münchweiler)
- Ramstein-Miesenbach: Kath. Pfarrkirche St. Nikolaus, Museum im Westrich, Naherholungsgebiet Seewoog
- Mackenbach: Westpfälzer Musikantenmuseum.
- Weilerbach: Reinhard-Blauth-Museum.
- Rodenbach: Keltisches Fürstengrab, Skulpturenweg Rodenbach
- Kaiserslautern: Japanischer Garten, Casimirschloss, Kaiserpfalz, Theodor-Zink Museum, Wadgasserhof, Pfalzgalerie (siehe auch Liste der Kulturdenkmäler in Kaiserslautern).
- Enkenbach-Alsenborn: Mehlinger Heide mit Heideerlebnispfad, Bajasseum, Klosterkirche St. Norbert, Fritz-Walter-Haus (siehe auch Liste der Kulturdenkmäler in Enkenbach-Alsenborn).
- Eisenberg: Naherholungsgebiet Eiswoog, Burg Stauf, Klosterruine Rosenthal, Römerpark Vicus (siehe auch Liste der Kulturdenkmäler in Eisenberg (Pfalz)).
- Ramsen: Stumpfwaldbahn
- Bockenheim: Haus der Deutschen Weinstraße, Traubenmadonna
- Worms: Kaiserdom, Nibelungenmuseum (siehe auch Liste der Kulturdenkmäler in Worms).

## Bahnanbindung
Beide Endpunkte des Radweges, Glan-Münchweiler und Worms, sind mit der Bahn gut erreichbar. Bis Miesenbach begleitet die Bahnstrecke den Radweg. Ab Kaiserslautern gibt es in fast allen weiteren Orten Bahnhöfe. Unter anderem in Enkenbach-Alsenborn, Eiswoog, Ramsen und Eisenberg (Pfalz).
Glan-Münchweiler ist von Kaiserslautern aus im Stundentakt erreichbar und Worms ist über die Hauptstrecke Mainz-Mannheim halbstündlich angebunden.

## Anschlusswege
- Glan-Blies-Radweg – Anbindung in Glan-Münchweiler.
- Lautertal-Radweg – Anbindung in Kaiserslautern.
- Pfälzerwald-Tour – Anbindung in Kaiserslautern.
- Alsenz-Radweg – Anbindung in Alsenborn. Er verbindet Enkenbach-Alsenborn mit dem Nahetal.
- Radweg Deutsche Weinstraße – Anbindung in Asselheim und Bockenheim.
- Salier-Radweg – Anbindung in Worms-Heppenheim.
- Rhein-Radweg – Anbindung in Worms.
- Hessischer Radfernweg R9 – Anbindung auf der östlichen Rheinseite in Worms. Er führt nach Obernburg am Main.
- Hessischer Radfernweg R6 – Anbindung in Worms. Er durchquert Hessen in Nord-Süd-Richtung.

Siehe auch:
- Liste der Radfernwege in Deutschland
- Liste der Radwege in Rheinland-Pfalz